# Psilocerea hageni
Psilocerea hageni är en fjärilsart som beskrevs av Max Joseph Bastelberger 1907. Psilocerea hageni ingår i släktet Psilocerea och familjen mätare. Inga underarter finns listade.